# Skót labdarúgó-válogatott
A skót labdarúgó-válogatott Skócia nemzeti csapata, amelyet a skót labdarúgó-szövetség (angolul: Scottish Football Association) irányít. A skót válogatott (Anglia mellett) a világ legidősebb nemzeti csapata. Ez a két ország játszotta a labdarúgás történetének első válogatott mérkőzését 1872-ben. A skót válogatott a hazai mérkőzéseit a Hampden Parkban játssza.
Skócia ugyan része az Egyesült Királyságnak, de önálló válogatottja és bajnoksága van. Ezért a különböző labdarúgó versenysorozatokban önállóan indul, kivéve az olimpiai játékokat, ahol a Nemzetközi Olimpiai Bizottság tagjai között csak Nagy-Britannia szerepel. Történetük során eddig nyolc világbajnokságon és két Európa-bajnokságon szerepeltek, de csoportkörnél tovább egyszer sem jutottak.
A csapat szurkolóit Tartan Army-nak nevezik; ősi riválisuk Anglia, akiket a skótok egyszerűen csak Auld Enemy-nek (ősi ellenségnek) neveznek.

## A válogatott története

### A kezdetek
Skócia és Anglia tudhatja magáénak a világ két legöregebb labdarúgó-válogatottját. Ez a két ország játszotta a labdarúgás történetének legelső válogatott mérkőzését 1872. november 30-án, amely 0–0-s döntetlennel ért véget. A következő negyven évben Skócia csak a brit házibajnokságban szereplő ellenfelek (Anglia, Wales, Írország) ellen lépett pályára. A rivalizálás Angliával gyorsan kialakult és tart a mai napig. A brit házibajnokságot 24 alkalommal nyerték meg, 17 alkalommal pedig megosztva lettek elsők. Nem a brit szigetekről származó ellenféllel először 1929-ben találkoztak, ekkor Norvégiát verték 7–3-ra.
Skócia a többi brit országhoz hasonlóan nem vett részt az első három világbajnokságon az 1930-as években. Ennek oka az volt, hogy a négy szövetséget kizárta a FIFA tagjai közül, mert az amatőr státuszban lévő játékosok szerepeltetéséről nem született megegyezés. A négy szövetség (beleértve a skótot is) a második világháború után lett ismét tagja a FIFA-nak.

### 1950–1978 közötti időszak
Az 1950-es világbajnokságra Skócia ugyan kijutott, azonban a skót Labdarúgó-szövetség döntése értelmében visszaléptek. A FIFA jelezte, hogy az 1950-es brit házibajnokság egyben selejtezőül is szolgál az 1950-es brazíliai vb-re, melyre az első két helyezett indulási jogot szerez. A skót szövetség álláspontja szerint csak abban az esetben voltak hajlandóak részt venni, hogyha első helyről kvalifikálják magukat. Az első két mérkőzésüket megnyerték, Angliától azonban 1–0-ra kikaptak és így csak a második helyen zártak. A vb-re tehát kijutottak, de nem kívántak élni a lehetőséggel. A skót szövetség helyette egy Észak-amerikai túrára küldte el a válogatottat.
Az 1954-es világbajnokságra is ugyanaz volt a sorrend, az 1954-es brit házibajnokság vb-selejtezőcsoport is volt egyben. Skócia ismét a második helyen végzett, de ezúttal a szövetség rábólintott az indulásra. A tornára nevezhető 22 játékos helyett a skótok mindössze 13 játékossal képviselték magukat. Első mérkőzésükön 1–0-ra kaptak ki Ausztriától. Ezt követte a világbajnoki címvédő Uruguay elleni találkozó, melyen 7–0-s vereséget szenvedtek.
Az 1958-as világbajnokságon 1–1-s döntetlent játszottak Jugoszláviával, Paraguay és Franciaország ellen pedig kikaptak és nem jutottak tovább.
Az 1960-as években egyetlen tornára sem sikerült kijutniuk. 1967-ben 3–2-re legyőzték a regnáló világbajnok Angliát. A győzelem hírére a skót szurkolók kijelentették, hogy ezzel Skócia lett a nem hivatalos világbajnok. Rangos nemzetközi tornán egészen az 1974-es világbajnokságig nem szerepeltek. A Nyugat-Németországban rendezett vb-n Zairét 2–0-ra verték, Brazíliával 0–0-s, Jugoszláviával pedig 1–1-s döntetlent játszottak. A továbbjutásról a rosszabb gólkülönbség miatt maradtak le.
Az 1978-as világbajnokságon Peru ellen 3–1-s vereséggel nyitottak, amit az Irán elleni 1–1-s döntetlen követett. A harmadik mérkőzésükön Hollandiát megverték 3–2-re. Ezen a találkozón Archie Gemmill két gólt szerzett, ebből a másodikat azután, hogy három holland védőt is kicselezett mielőtt a kapuba talált. A győzelem azonban nem volt elég a továbbjutáshoz, melyről ismét a rosszabb gólkülönbség miatt maradtak le.

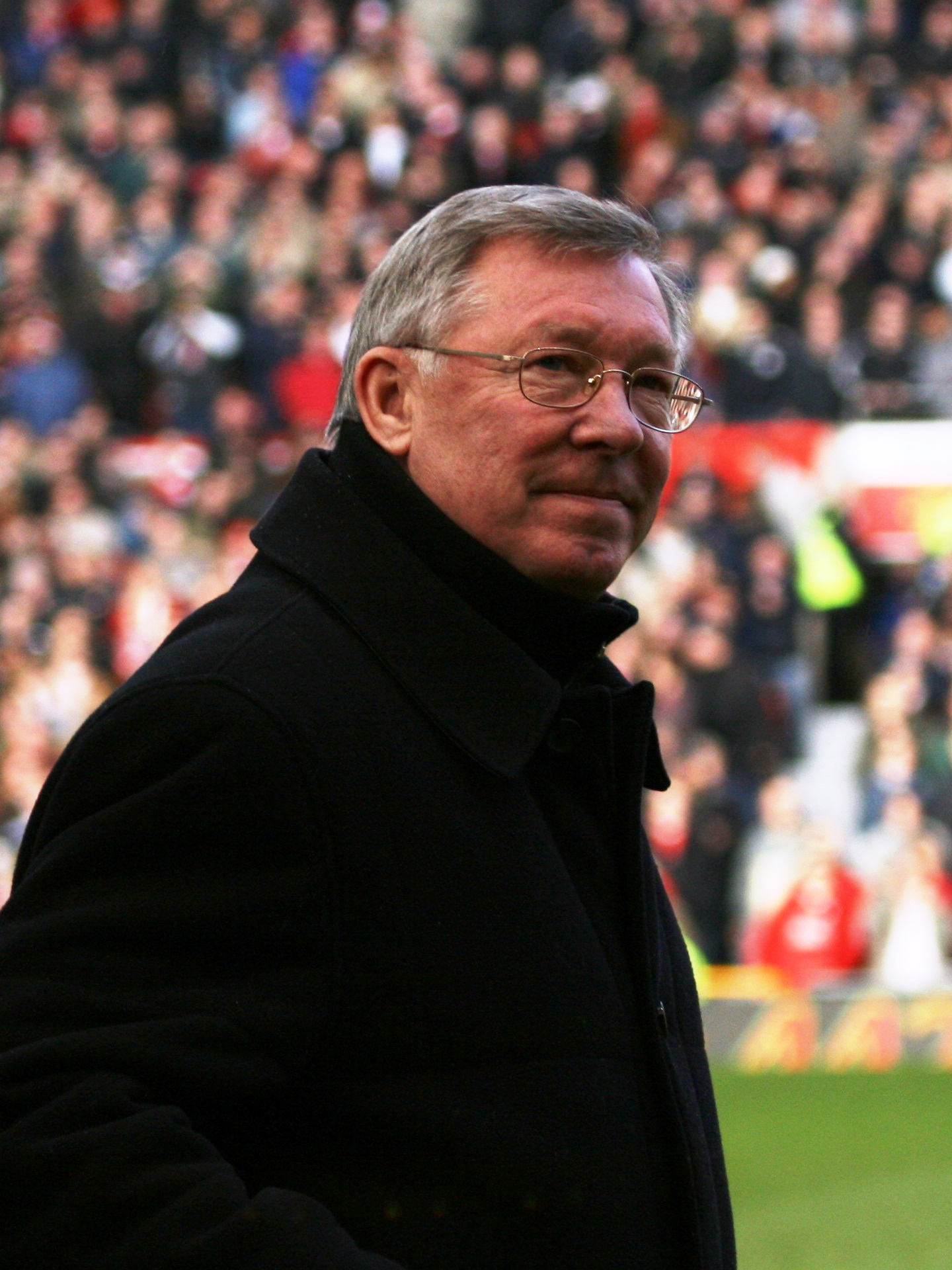
Alex Ferguson irányította a válogatottat az 1986-os világbajnokságon.

### 1980-as évek
Az 1980-as Európa-bajnokságra nem jutottak ki, az 1982-es világbajnokságra azonban igen. Első találkozójukon Új-Zélandot 5–2-re verték. A Zicóval és Sócrates-szel felálló Brazíliától 4–1-s vereséget szenvedtek, végül a Szovjetunióval 2–2-s döntetlent játszottak.
Az 1986-os világbajnokság selejtezőinek utolsó mérkőzésen Wales ellen léptek pályára a skótok. A tét a csoport második helyének megszerzése volt, ami interkontinentális pótselejtezőt ért. A walesiek hamar 1–0-s előnyre tettek szert, de Davie Cooper révén sikerült egyenlítenie a skótoknak a 81. percben. Az 1–1-s döntetlen Skóciának kedvezett, de az örömöt beárnyékolta egy tragédia. A játékoskijáró előtt izguló szövetségi kapitány, Jock Stein egyszer csak összeesett, a szíve nem bírta az izgalmakat. Azonnal az orvosi szobába vitték, de már nem tudták megmenteni az életét. Helyét az addigi segítője, Alex Ferguson vette át a kapitányi poszton. A skótok a vb-pótselejtezőn a magyar származású Árok Ferenc irányította Ausztráliával kerültek szembe, és a hazai 2–0-s győzelemmel, majd az idegenbeli 0–0-s döntetlennel kijutottak a vb-re.
A világbajnokságot a Dánia elleni 1–0-s és az NSZK elleni 2–1-s vereséggel nyitották, az Uruguay elleni gól nélküli döntetlen pedig kevés volt a továbbjutáshoz. Az 1988-as Európa-bajnokság selejtezőiben a negyedik helyen zártak, de az utolsó előtti mérkőzésükön a Bulgária elleni idegenbeli 1–0-s győzelmükkel hozzásegítették Írországot története első nemzetközi tornarészvételéhez.

### 1990-es évek
Az 1990-es világbajnokság selejtezőiben a második helyen végeztek csoportjukban Jugoszlávia mögött. A vb-n a C csoportba kerültek Brazília, Costa Rica és Svédország mellé. Első mérkőzésükön 1–0-ra kikaptak Costa Ricától, majd Svédországot 2–1-re ugyan legyőzték, de a Brazíliától elszenvedett újabb vereségnek köszönhetően lemaradtak a továbbjutásról.
1992-ben Skócia története első Európa-bajnokságán vett részt. Annak ellenére, hogy Hollandia és Németország ellen is jól játszottak végül vereségeket szenvedtek. A FÁK csapatát 3–0-ra megverték, de nem volt elég az elődöntőbe jutáshoz. 1994-es vb selejtezőiben csoportjuk negyedik helyén végeztek Olaszország, Svájc és Portugália mögött.

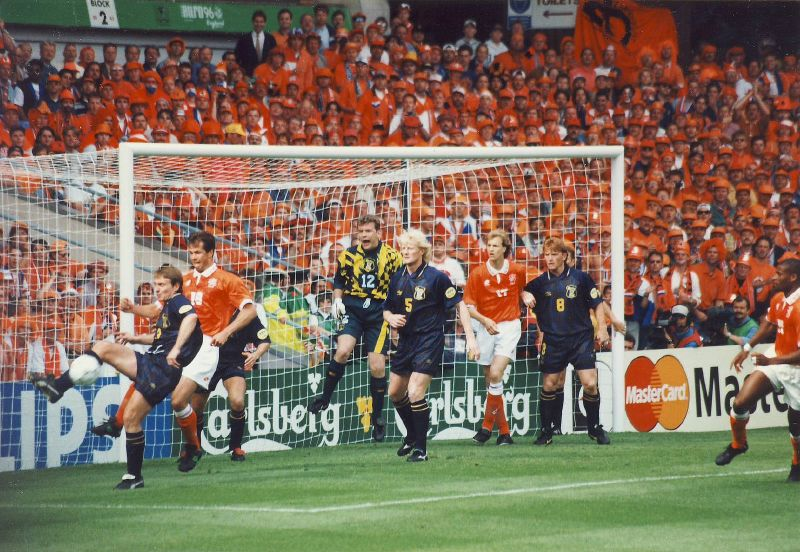
Skócia–Hollandia mérkőzés a Villa Parkban az 1996-os Európa-bajnokságon.

Az új szövetségi kapitány, Craig Brown irányításával kijutottak az 1996-os Európa-bajnokságra, ahol az A csoportba kerültek. Első mérkőzésükön 0–0-s döntetlent játszottak Hollandia ellen. A következő találkozójuk presztízscsatának számított, amikor a rendező Angliával találkoztak. Gary McAllister kihagyott egy tizenegyest, az angolok viszont két gólt is szereztek. A második mesterien kivitelezett, emlékezetes találatot Paul Gascoigne szerezte, miután beesernyőzte a Colin Hendry-t. Utolsó csoportmérkőzésükön 1–0-ra legyőzték Svájcot Ally McCoist góljával. Ez önmagában elég lett volna a továbbjutáshoz, mivel a csoport másik mérkőzésén az angolok 4–0-ra vezettek a hollandok ellen, de a végén sikerült a szépítés, ami azt eredményezte, hogy Skócia rosszabb gólkülönbsége miatt a csoport harmadik helyén végzett.
Az Európa-bajnokság után Craig Brown maradt a posztján és kivezette a válogatottat az 1998-as világbajnokságra. A torna nyitómérkőzését a skótok játszották a címvédő Brazília ellen. John Collins tizenegyesből még egyenlíteni tudott, de Tom Boyd öngóljával 2–1-s vereség lett a vége. A következő mérkőzésükön 1–1-s döntetlent játszottak Norvégiával. A harmadik találkozójukon 3–0-s vereséget szenvedtek Marokkó ellen és kiestek.
A 2000-es Európa-bajnokság pótselejtezőiben Anglia ellen léptek pályára. Az első mérkőzést az angolok Paul Scholes két góljával 2–0-ra megnyerték. A Wembley-ben játszott visszavágót a skótok végül csak 1–0-ra nyertek Don Hutchison találatával, így összesítésben 2–1 arányban alulmaradtak.

### 2000-es évek
A 2002-es világbajnokságra nem jutottak ki miután a harmadik helyen végeztek a selejtezőcsoportjukban Horvátország és Belgium mögött. A selejtezők után Craig Brown lemondott, helyére a német Berti Vogts lett kinevezve a kapitányi posztra. A 2004-es Európa-bajnokság pótselejtezőjében Hollandiával találkoztak. Az első mérkőzést a skótok 1–0-ra megnyerték a Hampden Parkban, de a visszavágón 6–0-s vereséget szenvedtek. A barátságos mérkőzéseken elért gyenge eredmények és a 2006-os világbajnokság selejtezőinek rossz kezdése miatt Berti Vogts 2004 végén lemondott. A selejtezők végén Olaszország és Norvégia mögött a harmadik helyen zártak.
A 2008-Európa-bajnokság selejtezőinek B csoportjában győzelmeket értek el Grúzia, Feröer, Litvánia, Ukrajna ellen, Franciaországot pedig oda-vissza sikerült megverniük 1–0-ra. Azonban az utolsó két mérkőzésüket elveszítették Grúzia és Olaszország ellen és emiatt két ponttal maradtak le a kijutást érő második helyről. A 2010-es világbajnokság selejtezőiben 1–0-s vereséggel kezdtek Macedóniában. A nyolc selejtezőből mindössze hármat tudtak megnyerni, egy döntetlen és négy vereség mellett.

### 2010-es évek
A 2012-es Európa-bajnokság selejtezőiben Csehország, Litvánia, Liechtenstein és az Eb-címvédő Spanyolország társaságában az I csoportban szerepeltek. A sorozat végén a pótselejtezőt érő második helyről két ponttal maradtak le. 2013 januárjában a korábbi válogatott labdarúgó Gordon Strachan lett kinevezve a szövetségi kapitányi posztra. A 2014-es világbajnokság selejtezőiben Skócia az A csoport negyedik helyén végzett. Horvátországot idegenben és hazai pályán is legyőzték. A 2016-os Európa-bajnokság selejtezőinek D csoportjában négy győzelemmel, három döntetlennel és három vereséggel a negyedik helyen zártak.
A 2018-as világbajnokság selejtezőiben egy csoportba kerültek az ősi rivális angolokkal, akikkel már 1999 óta nem találkoztak. 2016. november 11-én a Wembley-ben 3–0-ra győztek az angolok, a visszavágóra 2017. június 10-én kerül sor.

## Nemzetközi eredmények
Regionális:
Brit házibajnokság
- Győztes: 24 alkalommal (17 alkalommal megosztva)

Rous-kupa
- Győztes: 1 alkalommal (1985)

Minitorna:
Kirin-kupa
- Győztes: 1 alkalommal (2006)

### Világbajnokság
A válogatott nyolc alkalommal kvalifikálta magát világbajnokságra, ám egyetlen esetben sem tudott túljutni az első fordulón. Először 1954-ben, legutóbb 1998-ban jutottak ki vb-re, előbbin mindkét meccsüket elvesztették, utóbbin egy döntetlen mellett kétszer kaptak ki.
| Világbajnokság | Világbajnokság            | Világbajnokság            | Világbajnokság            | Világbajnokság            | Világbajnokság            | Világbajnokság            | Világbajnokság            | Világbajnokság            | Világbajnokság            | Selejtezők | Selejtezők | Selejtezők | Selejtezők | Selejtezők | Selejtezők | Selejtezők |
| Év             | Eredmény                  | H.                        | M                         | Gy                        | D                         | V                         | G+                        | G–                        | Keret                     | H.         | M          | Gy         | D          | V          | G+         | G–         |
| -------------- | ------------------------- | ------------------------- | ------------------------- | ------------------------- | ------------------------- | ------------------------- | ------------------------- | ------------------------- | ------------------------- | ---------- | ---------- | ---------- | ---------- | ---------- | ---------- | ---------- |
| 1930           | nem indult                | nem indult                | nem indult                | nem indult                | nem indult                | nem indult                | nem indult                | nem indult                | nem indult                | nem indult | nem indult | nem indult | nem indult | nem indult | nem indult | nem indult |
| 1934           | nem indult                | nem indult                | nem indult                | nem indult                | nem indult                | nem indult                | nem indult                | nem indult                | nem indult                | nem indult | nem indult | nem indult | nem indult | nem indult | nem indult | nem indult |
| 1938           | nem indult                | nem indult                | nem indult                | nem indult                | nem indult                | nem indult                | nem indult                | nem indult                | nem indult                | nem indult | nem indult | nem indult | nem indult | nem indult | nem indult | nem indult |
| 1950           | kijutott, de visszalépett | kijutott, de visszalépett | kijutott, de visszalépett | kijutott, de visszalépett | kijutott, de visszalépett | kijutott, de visszalépett | kijutott, de visszalépett | kijutott, de visszalépett | kijutott, de visszalépett | 2.         | 3          | 2          | 0          | 1          | 10         | 3          |
| 1954           | Csoportkör                | 15.                       | 2                         | 0                         | 0                         | 2                         | 0                         | 8                         | Keret                     | 2.         | 3          | 1          | 1          | 1          | 8          | 8          |
| 1958           | Csoportkör                | 14.                       | 3                         | 0                         | 1                         | 2                         | 4                         | 6                         | Keret                     | 1.         | 4          | 3          | 0          | 1          | 10         | 9          |
| 1962           | nem jutott ki             | nem jutott ki             | nem jutott ki             | nem jutott ki             | nem jutott ki             | nem jutott ki             | nem jutott ki             | nem jutott ki             | nem jutott ki             | 2.         | 5          | 3          | 0          | 2          | 12         | 11         |
| 1966           | nem jutott ki             | nem jutott ki             | nem jutott ki             | nem jutott ki             | nem jutott ki             | nem jutott ki             | nem jutott ki             | nem jutott ki             | nem jutott ki             | 2.         | 6          | 3          | 1          | 2          | 8          | 8          |
| 1970           | nem jutott ki             | nem jutott ki             | nem jutott ki             | nem jutott ki             | nem jutott ki             | nem jutott ki             | nem jutott ki             | nem jutott ki             | nem jutott ki             | 2.         | 6          | 3          | 1          | 2          | 18         | 7          |
| 1974           | Csoportkör                | 9.                        | 3                         | 1                         | 2                         | 0                         | 3                         | 1                         | Keret                     | 1.         | 4          | 3          | 0          | 1          | 8          | 3          |
| 1978           | Csoportkör                | 11.                       | 3                         | 1                         | 1                         | 1                         | 5                         | 6                         | Keret                     | 1.         | 4          | 3          | 0          | 1          | 6          | 3          |
| 1982           | Csoportkör                | 15.                       | 3                         | 1                         | 1                         | 1                         | 8                         | 8                         | Keret                     | 1.         | 8          | 4          | 3          | 1          | 9          | 4          |
| 1986           | Csoportkör                | 19.                       | 3                         | 0                         | 1                         | 2                         | 1                         | 3                         | Keret                     | 2.         | 8          | 4          | 2          | 2          | 10         | 4          |
| 1990           | Csoportkör                | 18.                       | 3                         | 1                         | 0                         | 2                         | 2                         | 3                         | Keret                     | 2.         | 8          | 4          | 2          | 2          | 12         | 12         |
| 1994           | nem jutott ki             | nem jutott ki             | nem jutott ki             | nem jutott ki             | nem jutott ki             | nem jutott ki             | nem jutott ki             | nem jutott ki             | nem jutott ki             | 4.         | 10         | 4          | 3          | 3          | 14         | 13         |
| 1998           | Csoportkör                | 27.                       | 3                         | 0                         | 1                         | 2                         | 2                         | 6                         | Keret                     | 2.         | 10         | 7          | 2          | 1          | 15         | 3          |
| 2002           | nem jutott ki             | nem jutott ki             | nem jutott ki             | nem jutott ki             | nem jutott ki             | nem jutott ki             | nem jutott ki             | nem jutott ki             | nem jutott ki             | 3.         | 8          | 4          | 3          | 1          | 12         | 6          |
| 2006           | nem jutott ki             | nem jutott ki             | nem jutott ki             | nem jutott ki             | nem jutott ki             | nem jutott ki             | nem jutott ki             | nem jutott ki             | nem jutott ki             | 3.         | 10         | 3          | 4          | 3          | 9          | 7          |
| 2010           | nem jutott ki             | nem jutott ki             | nem jutott ki             | nem jutott ki             | nem jutott ki             | nem jutott ki             | nem jutott ki             | nem jutott ki             | nem jutott ki             | 3.         | 8          | 3          | 1          | 4          | 6          | 11         |
| 2014           | nem jutott ki             | nem jutott ki             | nem jutott ki             | nem jutott ki             | nem jutott ki             | nem jutott ki             | nem jutott ki             | nem jutott ki             | nem jutott ki             | 4.         | 10         | 3          | 2          | 5          | 8          | 12         |
| 2018           | nem jutott ki             | nem jutott ki             | nem jutott ki             | nem jutott ki             | nem jutott ki             | nem jutott ki             | nem jutott ki             | nem jutott ki             | nem jutott ki             | 3.         | 10         | 5          | 3          | 2          | 17         | 12         |
| 2022           | nem jutott ki             | nem jutott ki             | nem jutott ki             | nem jutott ki             | nem jutott ki             | nem jutott ki             | nem jutott ki             | nem jutott ki             | nem jutott ki             | 2.         | 11         | 7          | 2          | 2          | 18         | 10         |
| 2026           | később                    | később                    | később                    | később                    | később                    | később                    | később                    | később                    | később                    | később     | később     | később     | később     | később     | később     | később     |
| Összesen       |                           | 8/22                      | 23                        | 4                         | 7                         | 12                        | 25                        | 41                        | –                         | Összesen   | 136        | 69         | 30         | 37         | 210        | 146        |

### Európa-bajnokság
Európa-bajnokságra háromszor jutott ki Skócia, de mindig kiesett a csoportkörben. Először 1992-ben jutottak ki.
      Egészben vagy részben hazai rendezésű
| Európa-bajnokság | Európa-bajnokság | Európa-bajnokság | Európa-bajnokság | Európa-bajnokság | Európa-bajnokság | Európa-bajnokság | Európa-bajnokság | Európa-bajnokság | Európa-bajnokság | Selejtezők        | Selejtezők | Selejtezők | Selejtezők | Selejtezők | Selejtezők | Selejtezők |        |
| Év               | Eredmény         | H.               | M                | Gy               | D                | V                | G+               | G–               | Keret            | H.                | M          | Gy         | D          | V          | G+         | G–         |        |
| ---------------- | ---------------- | ---------------- | ---------------- | ---------------- | ---------------- | ---------------- | ---------------- | ---------------- | ---------------- | ----------------- | ---------- | ---------- | ---------- | ---------- | ---------- | ---------- | ------ |
| 1960             | nem indult       | nem indult       | nem indult       | nem indult       | nem indult       | nem indult       | nem indult       | nem indult       | nem indult       | nem indult        | nem indult | nem indult | nem indult | nem indult | nem indult | nem indult |        |
| 1964             | nem indult       | nem indult       | nem indult       | nem indult       | nem indult       | nem indult       | nem indult       | nem indult       | nem indult       | nem indult        | nem indult | nem indult | nem indult | nem indult | nem indult | nem indult |        |
| 1968             | nem jutott ki    | nem jutott ki    | nem jutott ki    | nem jutott ki    | nem jutott ki    | nem jutott ki    | nem jutott ki    | nem jutott ki    | nem jutott ki    | 2.                | 6          | 3          | 2          | 1          | 10         | 8          |        |
| 1972             | nem jutott ki    | nem jutott ki    | nem jutott ki    | nem jutott ki    | nem jutott ki    | nem jutott ki    | nem jutott ki    | nem jutott ki    | nem jutott ki    | 3.                | 6          | 3          | 0          | 3          | 4          | 7          |        |
| 1976             | nem jutott ki    | nem jutott ki    | nem jutott ki    | nem jutott ki    | nem jutott ki    | nem jutott ki    | nem jutott ki    | nem jutott ki    | nem jutott ki    | 3.                | 6          | 2          | 3          | 1          | 8          | 6          |        |
| 1980             | nem jutott ki    | nem jutott ki    | nem jutott ki    | nem jutott ki    | nem jutott ki    | nem jutott ki    | nem jutott ki    | nem jutott ki    | nem jutott ki    | 4.                | 8          | 3          | 1          | 4          | 15         | 13         |        |
| 1984             | nem jutott ki    | nem jutott ki    | nem jutott ki    | nem jutott ki    | nem jutott ki    | nem jutott ki    | nem jutott ki    | nem jutott ki    | nem jutott ki    | 4.                | 6          | 1          | 2          | 3          | 8          | 10         |        |
| 1988             | nem jutott ki    | nem jutott ki    | nem jutott ki    | nem jutott ki    | nem jutott ki    | nem jutott ki    | nem jutott ki    | nem jutott ki    | nem jutott ki    | 4.                | 8          | 3          | 3          | 2          | 7          | 5          |        |
| 1992             | Csoportkör       | 5.               | 3                | 1                | 0                | 2                | 3                | 3                | Keret            | 1.                | 8          | 4          | 3          | 1          | 14         | 7          |        |
| 1996             | Csoportkör       | 12.              | 3                | 1                | 1                | 1                | 1                | 2                | Keret            | 2.                | 10         | 7          | 2          | 1          | 19         | 3          |        |
| 2000             | nem jutott ki    | nem jutott ki    | nem jutott ki    | nem jutott ki    | nem jutott ki    | nem jutott ki    | nem jutott ki    | nem jutott ki    | nem jutott ki    | 2. (pótselejtező) | 12         | 6          | 3          | 3          | 16         | 12         |        |
| 2004             | nem jutott ki    | nem jutott ki    | nem jutott ki    | nem jutott ki    | nem jutott ki    | nem jutott ki    | nem jutott ki    | nem jutott ki    | nem jutott ki    | 2. (pótselejtező) | 10         | 5          | 2          | 3          | 13         | 14         |        |
| 2008             | nem jutott ki    | nem jutott ki    | nem jutott ki    | nem jutott ki    | nem jutott ki    | nem jutott ki    | nem jutott ki    | nem jutott ki    | nem jutott ki    | 3.                | 12         | 8          | 0          | 4          | 21         | 12         |        |
| 2012             | nem jutott ki    | nem jutott ki    | nem jutott ki    | nem jutott ki    | nem jutott ki    | nem jutott ki    | nem jutott ki    | nem jutott ki    | nem jutott ki    | 3.                | 8          | 3          | 2          | 3          | 9          | 10         |        |
| 2016             | nem jutott ki    | nem jutott ki    | nem jutott ki    | nem jutott ki    | nem jutott ki    | nem jutott ki    | nem jutott ki    | nem jutott ki    | nem jutott ki    | 4.                | 10         | 4          | 3          | 3          | 22         | 12         |        |
| 2020             | Csoportkör       | 22.              | 3                | 0                | 1                | 2                | 1                | 5                | Keret            | 3. (pótselejtező) | 12         | 5          | 2          | 5          | 17         | 20         |        |
| 2024             | Csoportkör       | 24.              | 3                | 0                | 1                | 2                | 2                | 7                | Keret            | 2.                | 8          | 5          | 2          | 1          | 17         | 8          |        |
| 2028             | később           | később           | később           | később           | később           | később           | később           | később           | később           | később            | később     | később     | később     | később     | később     | később     | később |
| 2032             | később           | később           | később           | később           | később           | később           | később           | később           | később           | később            | később     | később     | később     | később     | később     | később     | később |
| Összesen         |                  | 4/17             | 12               | 2                | 3                | 7                | 7                | 17               | –                | Összesen          | 130        | 62         | 30         | 38         | 200        | 147        |        |

### UEFA Nemzetek Ligája
| Csoportkör / Negyeddöntő / Osztályozó | Csoportkör / Negyeddöntő / Osztályozó | Csoportkör / Negyeddöntő / Osztályozó | Csoportkör / Negyeddöntő / Osztályozó | Csoportkör / Negyeddöntő / Osztályozó | Csoportkör / Negyeddöntő / Osztályozó | Csoportkör / Negyeddöntő / Osztályozó | Csoportkör / Negyeddöntő / Osztályozó | Csoportkör / Negyeddöntő / Osztályozó | Csoportkör / Negyeddöntő / Osztályozó | Csoportkör / Negyeddöntő / Osztályozó | Csoportkör / Negyeddöntő / Osztályozó | Egyenes kieséses szakasz | Egyenes kieséses szakasz | Egyenes kieséses szakasz | Egyenes kieséses szakasz | Egyenes kieséses szakasz | Egyenes kieséses szakasz | Egyenes kieséses szakasz | Egyenes kieséses szakasz | Egyenes kieséses szakasz |
| Szezon                                | Liga                                  | Csoport                               | H                                     | M                                     | Gy                                    | D                                     | V                                     | G+                                    | G–                                    | Feljutás/kiesés                       | Helyezés                              | Év                       | Eredmény                 | M                        | Gy                       | D                        | V                        | G+                       | G–                       | Keret                    |
| ------------------------------------- | ------------------------------------- | ------------------------------------- | ------------------------------------- | ------------------------------------- | ------------------------------------- | ------------------------------------- | ------------------------------------- | ------------------------------------- | ------------------------------------- | ------------------------------------- | ------------------------------------- | ------------------------ | ------------------------ | ------------------------ | ------------------------ | ------------------------ | ------------------------ | ------------------------ | ------------------------ | ------------------------ |
| 2018–19                               | C                                     | 1.                                    | 1.                                    | 4                                     | 3                                     | 0                                     | 1                                     | 10                                    | 4                                     | Növekedés                             | 25.                                   | 2019                     | nem jutott be            | nem jutott be            | nem jutott be            | nem jutott be            | nem jutott be            | nem jutott be            | nem jutott be            | nem jutott be            |
| 2020–21                               | B                                     | 2.                                    | 2.                                    | 6                                     | 3                                     | 1                                     | 2                                     | 5                                     | 4                                     | Állandó                               | 23.                                   | 2021                     | nem jutott be            | nem jutott be            | nem jutott be            | nem jutott be            | nem jutott be            | nem jutott be            | nem jutott be            | nem jutott be            |
| 2022–23                               | B                                     | 1.                                    | 1.                                    | 6                                     | 4                                     | 1                                     | 1                                     | 11                                    | 5                                     | Növekedés                             | 20.                                   | 2023                     | nem jutott be            | nem jutott be            | nem jutott be            | nem jutott be            | nem jutott be            | nem jutott be            | nem jutott be            | nem jutott be            |
| 2024–25                               | A                                     | 1.                                    | 3.                                    | 8                                     | 3                                     | 1                                     | 4                                     | 8                                     | 11                                    | Csökkenés                             | 17.                                   | 2025                     | nem jutott be            | nem jutott be            | nem jutott be            | nem jutott be            | nem jutott be            | nem jutott be            | nem jutott be            | nem jutott be            |
| 2026–27                               | B                                     |                                       |                                       |                                       |                                       |                                       |                                       |                                       |                                       |                                       |                                       | 2027                     | nem jutott be            | nem jutott be            | nem jutott be            | nem jutott be            | nem jutott be            | nem jutott be            | nem jutott be            | nem jutott be            |
| Összesen                              | Összesen                              | Összesen                              | Összesen                              | 24                                    | 13                                    | 3                                     | 8                                     | 34                                    | 24                                    |                                       |                                       |                          | 0/5                      | –                        | –                        | –                        | –                        | –                        | –                        |                          |

## Mezek a válogatott története során
A skót labdarúgó-válogatott hagyományos szerelése kék mez, fehér nadrág és piros sportszár. A váltómez pedig fehér mezből, kék nadrágból és fehér sportszárból áll, de gyakran változtatják a színét.
Hazai
| 1974 | 1978 | 1982 | 1986 | 1990 | 1992 | 1994-96 |

| 1996-98 | 2005-06 | 2008 | 2010 | 2012 | 2014-15 |

Idegenbeli
| 1990 | 2006 | 2007 | 2008 | 2010 | 2012 | 2014-15 |

## Játékosok

### Játékoskeret
A válogatott kerete a 2024-es labdarúgó-Európa-bajnokság mérkőzéseire.
A pályára lépesek és gólok száma a 2024. június 7-i  Finnország elleni mérkőzés után lett frissítve.
| Szám | Poszt | Név                | Születési dátum / Kor          | Válogatottság | Gólok | Klub                   |  |
| ---- | ----- | ------------------ | ------------------------------ | ------------- | ----- | ---------------------- |  |
| 1    | K     | Angus Gunn         | 1996. január 22. (29 éves)     | 10            | 0     | Norwich City           |  |
| 12   | K     | Liam Kelly         | 1996. január 23. (29 éves)     | 1             | 0     | Motherwell             |  |
| 21   | K     | Zander Clark       | 1992. június 26. (32 éves)     | 4             | 0     | Heart of Midlothian    |  |
|      |       |                    |                                |               |       |                        |  |
| 2    | V     | Anthony Ralston    | 1998. november 16. (26 éves)   | 9             | 1     | Celtic                 |  |
| 3    | V     | Andrew Robertson   | 1994. március 11. (31 éves)    | 71            | 3     | Liverpool              |  |
| 5    | V     | Grant Hanley       | 1991. november 20. (33 éves)   | 50            | 2     | Norwich City           |  |
| 6    | V     | Kieran Tierney     | 1997. június 5. (27 éves)      | 45            | 1     | Real Sociedad          |  |
| 13   | V     | Jack Hendry        | 1995. május 7. (30 éves)       | 31            | 3     | El-Áttifák             |  |
| 15   | V     | Ryan Porteous      | 1999. március 25. (26 éves)    | 11            | 1     | Watford                |  |
| 16   | V     | Liam Cooper        | 1991. augusztus 30. (33 éves)  | 19            | 0     | Leeds United           |  |
| 17   | V     | Greg Taylor        | 1997. november 5. (27 éves)    | 14            | 0     | Celtic                 |  |
| 22   | V     | Ross McCrorie      | 1998. március 18. (27 éves)    | 1             | 0     | Bristol City           |  |
| 26   | V     | Scott McKenna      | 1996. november 12. (28 éves)   | 35            | 1     | Köbenhavn              |  |
|      |       |                    |                                |               |       |                        |  |
| 4    | KP    | Scott McTominay    | 1996. december 8. (28 éves)    | 49            | 8     | Manchester United      |  |
| 7    | KP    | John McGinn        | 1994. október 18. (30 éves)    | 66            | 18    | Aston Villa            |  |
| 8    | KP    | Callum McGregor    | 1993. június 14. (31 éves)     | 60            | 3     | Celtic                 |  |
| 11   | KP    | Ryan Christie      | 1995. február 22. (30 éves)    | 49            | 6     | Bournemouth            |  |
| 14   | KP    | Billy Gilmour      | 2001. június 11. (23 éves)     | 27            | 1     | Brighton & Hove Albion |  |
| 20   | KP    | Ryan Jack          | 1992. február 27. (33 éves)    | 20            | 0     | Rangers                |  |
| 23   | KP    | Kenny McLean       | 1992. január 8. (33 éves)      | 39            | 2     | Norwich City           |  |
|      | KP    | Stuart Armstrong   | 1992. március 30. (33 éves)    | 50            | 5     | Southampton            |  |
|      |       |                    |                                |               |       |                        |  |
| 9    | CS    | Lawrence Shankland | 1995. augusztus 10. (29 éves)  | 11            | 3     | Heart of Midlothian    |  |
| 10   | CS    | Ché Adams          | 1996. július 13. (28 éves)     | 30            | 6     | Southampton            |  |
| 18   | CS    | Lewis Morgan       | 1996. szeptember 30. (28 éves) | 3             | 0     | New York Red Bulls     |  |
| 19   | CS    | Tommy Conway       | 2002. augusztus 6. (22 éves)   | 1             | 0     | Bristol City           |  |
| 25   | CS    | James Forrest      | 1991. július 7. (33 éves)      | 39            | 5     | Celtic                 |  |

### A válogatott bő keretéhez tartozó játékosok
| Szám | Poszt | Név                | Születési dátum / Kor          | Válogatottság | Gólok | Klub                |
| ---- | ----- | ------------------ | ------------------------------ | ------------- | ----- | ------------------- |
|      | K     | Robby McCrorie     | 1998. március 18. (27 éves)    | 29            | 1     | Livingston          |
|      | V     | Liam Palmer        | 1991. szeptember 19. (33 éves) | 8             | 0     | Sheffield Wednesday |
|      | V     | Andrew Considine   | 1987. április 1. (38 éves)     | 3             | 0     | Aberdeen            |
|      | V     | Paul Hanlon        | 1990. január 20. (35 éves)     | 1             | 0     | Hibernian           |
|      | V     | Paul McGinn        | 1990. október 22. (34 éves)    | 0             | 0     | Hibernian           |
|      | V     | Ryan Porteous      | 1999. március 25. (26 éves)    | 0             | 0     | Hibernian           |
|      | KP    | Kenny McLean       | 1992. január 8. (33 éves)      | 20            | 1     | Norwich City        |
|      | KP    | Ryan Jack          | 1992. február 27. (33 éves)    | 10            | 0     | Rangers             |
|      | KP    | Ross McCrorie      | 1998. március 18. (27 éves)    | 0             | 0     | Aberdeen            |
|      | CS    | Oliver McBurnie    | 1996. június 4. (28 éves)      | 16            | 0     | Sheffield United    |
|      | CS    | Leigh Griffiths    | 1990. augusztus 20. (34 éves)  | 22            | 4     | Celtic              |
|      | CS    | Callum Paterson    | 1994. október 13. (30 éves)    | 17            | 0     | Sheffield Wednesday |
|      | CS    | Oliver Burke       | 1997. április 7. (28 éves)     | 13            | 1     | Sheffield United    |
|      | CS    | Lawrence Shankland | 1995. augusztus 10. (29 éves)  | 4             | 1     | Dundee United       |

## Válogatottsági rekordok
Az adatok 2018. március 23. állapotoknak felelnek meg.
- A még aktív játékosok (Félkövérrel) vannak megjelölve.

| #  | Játékos          | Időszak   | Vál. | Gól |
| -- | ---------------- | --------- | ---- | --- |
| 1  | Kenny Dalglish   | 1971–1986 | 102  | 30  |
| 2  | Jim Leighton     | 1982–1998 | 91   | 0   |
| 3  | Darren Fletcher  | 2003–     | 80   | 5   |
| 4  | Alex McLeish     | 1980–1993 | 77   | 0   |
| 5  | Paul McStay      | 1983–1997 | 76   | 9   |
| 6  | Tom Boyd         | 1990–2001 | 72   | 1   |
| 7  | Kenny Miller     | 2001–2013 | 69   | 18  |
| 7  | David Weir       | 1997–2010 | 69   | 1   |
| 9  | Christian Dailly | 1997–2008 | 67   | 6   |
| 10 | Willie Miller    | 1975–1989 | 65   | 1   |

| #  | Játékos             | Időszak   | Gól | Vál. | Átlag |
| -- | ------------------- | --------- | --- | ---- | ----- |
| 1  | Denis Law           | 1958–1974 | 55  | 30   | 0.545 |
| 1  | Kenny Dalglish      | 1971–1986 | 102 | 30   | 0.294 |
| 3  | Hughie Gallacher    | 1924–1935 | 20  | 24   | 1.2   |
| 4  | Lawrie Reilly       | 1948–1957 | 38  | 22   | 0.579 |
| 5  | Ally McCoist        | 1986–1998 | 61  | 19   | 0.311 |
| 6  | Kenny Miller        | 2001–2013 | 69  | 18   | 0.261 |
| 7  | Robert Hamilton     | 1899–1911 | 11  | 15   | 1.364 |
| 7  | James McFadden      | 2002–2010 | 48  | 15   | 0.313 |
| 9  | Mo Johnston         | 1984–1991 | 38  | 14   | 0.368 |
| 10 | Robert Smyth McColl | 1896–1908 | 13  | 13   | 1     |
| 10 | Andrew Wilson       | 1920–1923 | 12  | 13   | 1.083 |

### Kitüntetett játékosok
A Skót labdarúgó-szövetség 'dicsőséglistájára' azok a játékosok kerülnek fel, akik legalább 50 alkalommal pályára léptek a skót válogatottban. A legutóbbi belépő a Rangers védője, David Weir volt, aki 2006-ban lett ötvenedszer válogatott. A másik jelenleg is aktív tag a 2004-ben csatlakozott Christian Dailly. A lista jelenleg 50 futballistát számlál, akik között azonban – köszönhetően az ötvenszeres válogatottsági küszöbnek – nincs ott például Jimmy Johnstone, Jim Baxter vagy Billy McNeill.
A Skót labdarúgó-múzeum által mfenntartott Hírességek csarnokába bárki bekerülhet, aki dolgozott (és persze sokat tett) a skót labdarúgásban, nem feltétel a válogatottság. E társaságnak tagja például Gordon Strachan, Walter Smith és Alan Hansen.
Skócia sportminisztériuma a nemzet legnagyobb sportolóit tömöríti Hírességek csarnokába, akik között tizennégy labdarúgó vagy menedzser található, olyan nagy egyéniségek, mint Jock Stein, Kenny Dalglish, Bill Shankly vagy Matt Busby.

### ismert játékosok
| - Roy Aitken - Jim Baxter - Billy Bremner - Tom Boyd - Bobby Collins - John Collins - Davie Cooper - Steve Clarke - Kenny Dalglish - Bobby Evans - Darren Fletcher - Barry Ferguson - Hughie Gallacher - Archie Gemmill - Eddie Gray - Alan Gilzean - Andy Goram - Richard Gough - George Graham - Eddie Gray | - John Greig - Alan Hansen - Asa Hartford - Colin Hendry - David Herd - Alex James - Sandy Jardine - Mo Johnston - Jimmy Johnstone - Joe Jordan - Denis Law - Paul Lambert - Jim Leighton - Peter Lorimer - Maurice Malpas - Gary McAllister - Brian McClair - Ally McCoist - James McFadden | - Danny McGrain - Alex McLeish - Billy McNeill - Paul McStay - Dave Mackay - Lou Macari - Kenny Miller - Willie Miller - Alan Morton - Lawrie Reilly - Alan Rough - Graeme Souness - Paul Sturrock - Gordon Strachan - Andrew Watson - David Weir - John White - George Young |